# Erich Leistner
Erich Leistner (* 14. März 1896 in Zwickau, Deutsches Reich; † 13. Juli 1978 vermutlich in oder bei München) war ein deutscher Film-Tontechniker.

## Leben und Wirken
Leistner hatte nach dem Ersten Weltkrieg Naturwissenschaften studiert und in 1930 oder 1931 an der Mathematisch-Naturwissenschaftlichen Fakultät der Friedrich-Schiller-Universität Jena promoviert, ehe er sich wenig später vom soeben aufgekommenen Tonfilm als Tontechniker verpflichten ließ. Im Dienst der Universum Film AG (Ufa) aber auch kleinerer Firmen wie die Felsom oder die Klagemann-Film betreute er von Beginn des Tonfilmzeitalters in Deutschland zahllose Unterhaltungsfilme (Krimis, Romanzen, Komödien), darunter 1930 mit Der Schuß im Tonfilmatelier einen der ersten deutschsprachigen Tonfilme und 1939/41 auch den ersten abendfüllenden Farbfilm Frauen sind doch bessere Diplomaten. 1941 wurde Leistner von der Ufa in die Niederlande geschickt, um die Cinetone-Filmstudios in Amsterdam zu leiten. Seine Nachkriegstätigkeit nahm er erst 1948, zunächst bei der Filmaufbau in Göttingen, wieder auf. In München-Solln ansässig, betreute Leistner mit Gründung des Bundesrepublik Deutschland überwiegend in den Bavaria-Studios hergestellte Produktionen, zog sich aber bereits 1952 aus der aktiven Filmherstellung weitgehend zurück. In dieser Zeit trat er auch als Vortragsreisender in Sachen Tontechnik (z. B. 1951 bei der Tonmeistertagung in Detmold mit dem Referat „Der Filmtonmeister und seine technisch-künstlerischen Aufgaben in der Filmproduktion“) vor ein interessiertes Fachpublikum.

## Filmografie
- 1929: Alte Kleider (Kurzfilm)
- 1930: Liebeswalzer
- 1930: Der Tiger
- 1930: Der Schuß im Tonfilmatelier
- 1930: Alraune
- 1930: Abschied
- 1930: Dolly macht Karriere
- 1931: Nie wieder Liebe
- 1931: Der kleine Seitensprung
- 1931: Der verjüngte Adolar
- 1932: Zwei Herzen und ein Schlag
- 1932: Mädchen zum Heiraten
- 1932: Friederike
- 1932: Mensch ohne Namen
- 1932: Der schwarze Husar
- 1933: Heut’ kommt’s drauf an
- 1933: Heideschulmeister Uwe Karsten
- 1934: Gold
- 1934: Fürst Woronzeff
- 1934: Liebe, Tod und Teufel
- 1935: Mach’ mich glücklich
- 1935: Ich liebe alle Frauen
- 1935: Hans im Glück
- 1936: Mädchenjahre einer Königin
- 1936: Boccaccio
- 1936: Glückskinder
- 1936: Das Hofkonzert
- 1937: Zwischen den Eltern
- 1937/53: Starke Herzen
- 1938: Andalusische Nächte
- 1938: Nordlicht
- 1938: Kautschuk
- 1939: Der grüne Kaiser
- 1939: Umwege zum Glück
- 1939: Maria Ilona
- 1939/41: Frauen sind doch bessere Diplomaten
- 1940: Bal paré
- 1940: … Über alles in der Welt
- 1941: … reitet für Deutschland
- 1941: Die Kellnerin Anna
- 1941: Alles für Gloria
- 1948: Alte Stadt im Lebensstrom (Dokumentarkurzfilm)
- 1948: Liebe 47
- 1949: Nichts als Zufälle
- 1949: Um eine Nasenlänge
- 1949: Nachtwache
- 1949: Frauenarzt Dr. Prätorius
- 1950: Meine Nichte Susanne
- 1950: Export in Blond
- 1950: Aufruhr im Paradies
- 1950: Die Nacht ohne Sünde
- 1950: Das doppelte Lottchen
- 1950: Falschmünzer am Werk
- 1951: Das ewige Spiel
- 1951: Heimat, Deine Sterne
- 1952: Der große Zapfenstreich
- 1962: Verrückt und zugenäht